# Anzio
Anzio – miasto i gmina we Włoszech, w regionie Lacjum, w prowincji Rzym.
Według danych na rok 2004 gminę zamieszkiwało 36 478 osób, 848,3 os./km². Jest to znany port rybacki i miejscowość wypoczynkowa posiadająca połączenie promowe z miejscowościami Ponza, Palmarola i Ventotene.

## Historia
W starożytności Antium było stolicą państewka Wolsków. Po przyłączeniu do Republiki Rzymskiej popularna miejscowość wypoczynkowa patrycjuszy szukających ucieczki z ogarniętego wiecznym wrzeniem Rzymu. Odwiedzali miasto cesarze, a bogaci obywatele (jak np. Mecenas) budowali tu swe nadmorskie wille. W Antium urodzili się Kaligula i Neron, który osadził tu weteranów i zbudował port, którego ślady są widoczne do dziś. Podobnie widoczne są pozostałości willi patrycjuszowskich, gdzie w czasach najnowszych znaleziono wiele cennych dzieł sztuki. Apollo Belwederski (Muzeum Watykańskie) czy Gladiator Borghese (Luwr) pochodzą z willi w Anzio.
Najsłynniejsza była willa Nerona, dziś trudna do zidentyfikowania, choć przypuszcza się, że znajdowała się w miejscu zwanym Arco Muto. Wiadomo jedynie, że Neron wzniósł ją na miejscu pałacu, w którym cesarz Oktawian August przyjmował z rąk delegacji Rzymian tytuł „Ojca Ojczyzny” (łac. Pater Patriae). Willa zbudowana przez Nerona służyła kolejnym cesarzom aż po czasy Septymiusza Sewera (na przełomie II i III w. n.e.).
W średniowieczu Anzio straciło na popularności na rzecz pobliskiego Nettuno. Dopiero w końcu XVII wieku papieże Innocenty XII i Klemens XI odbudowali port, jednakże nie w tym samym miejscu, a nieco dalej na wschód, gdzie nieprzyjazne pływy powodują częste zamulanie basenów i kanałów. Anzio odzyskało swoją reputację w czasach Borgiów.
W czasie II wojny światowej Anzio i Nettuno były miejscem wielkiej operacji desantowej sprzymierzonych pod kryptonimem Operacja Shingle w 1944.

## Użycie nazwy Anzio
W roku 1968 na ekrany wszedł film Edwarda Dmytryka pt. Anzio, opowiadający o jednej z najgłośniejszych bitew II wojny światowej. W filmie wystąpili m.in. Robert Mitchum, Peter Falk, Arthur Kennedy i Robert Ryan.
Dwa amerykańskie okręty nosiły nazwę USS "Anzio".

## Współpraca
- Bad Pyrmont, Niemcy
- Pafos, Cypr